# محمد جبار رباط
محمد جبار رباط زيرجاوي (مواليد 29 يونيو 1993 في البصرة، العراق) لاعب كرة قدم عراقي يجيد اللعب في مركز الظهير الأيمن ومحترف في نادي نفط الجنوب الرياضي في الدوري العراقي الممتاز.

## منتخب العراق
في 26 مارس 2011 لعب رباط أول مباراة دولية له مع العراق ضد كوريا الشمالية في مباراة ودية.